# Арройо, Кени
Ке́ни Алекса́ндер Арро́йо Альвара́до (исп. Keny Alexander Arroyo Alvarado; род. 14 февраля 2006) — эквадорский футболист, вингер клуба «Бешикташ» и сборной Эквадора.

## Клубная карьера
Воспитанник футбольной академии клуба «Индепендьенте дель Валье». 12 декабря 2023 года дебютировал в основном составе клуба в матче эквадорской Серии A против клуба «Эль Насьональ».

## Карьера в сборной
В 2022 году дебютировал в составе сборной Эквадора до 17 лет. Весной 2023 года сыграл на юношеском чемпионате Южной Америки, который прошёл в Эквадоре, забив на турнире гол в матче против сборной Парагвая и два гола в матче против сборной Бразилии. В ноябре 2023 года сыграл на юношеском чемпионате мира в Индонезии.